# Suttavibhanga
Suttavibhanga (-vibhaṅga, en pali "análisis de reglas") es el primer libro del Vinaya Pitaka. Contiene el comentario sobre las reglas comunitarias del patimokkha. La forma general del comentario es que cada regla está precedida por una historia que cuenta cómo el Buda llegó a establecer la regla y luego es seguida de explicaciones adicionales. A veces esto incluye otras historias que actúan como "precedentes judiciales".

## Contenido
Se divide en dos partes, que cubren las reglas para monjes y monjas, respectivamente.

### Reglas para monjes
Las reglas de los monjes se dividen de la siguiente manera:
- 4 reglas cuyo incumplimiento conlleva la expulsión de la comunidad; el entendimiento tradicional es que el transgresor no puede volver a ser monje en esta vida, aunque en la mayoría de los casos si puede convertirse en novicio nuevamente.
  - Relaciones sexuales; la narrativa introductoria incluye material no relacionado, incluida una historia sobre cómo Sariputta le pregunta al Buda sobre qué enseñanzas de Budas anteriores perduraron mucho tiempo y por qué; la respuesta del Buda es que la enseñanza de aquellos Budas que enseñaron de este modo las reglas de disciplina perduraron (cf. la doctrina de la rutinización de Max Weber); Además, la regla contempla la posibilidad de que un monje abandone la orden y regrese a la vida laica. Durante este período, las violaciones de esta regla no serían tomadas en cuenta, y el monje podría ser ordenado nuevamente más tarde.[2] Las costumbres sobre este tema varían; en el sudeste asiático, la reordenación es común, mientras que en Sri Lanka no lo es. Es importante destacar que esta permisión para abandonar la orden no se aplica a las monjas.
  - Robar, según lo definen las autoridades; según el Suttavibhanga, esto incluye la evasión fiscal; también cuenta historias de monjes que, motivados por la compasión, liberaron animales de las trampas de los cazadores y el Buda los declaró inocentes.
  - Matar a un ser humano o alentarlo a morir; Según el Suttavibhanga esto incluye el aborto.
  - Mentiras graves, afirmaciones fraudulentas sobre logros espirituales, tales como declarar la posesión de poderes sobrenaturales o la iluminación.
- 13 normas cuyo incumplimiento requiere una reunión de la comunidad.
- 2 reglas para tratar asuntos que pueden caer en diferentes categorías.
- 30 normas cuyo incumplimiento entraña la expiación y el decomiso de una posesión indebidamente adquirida o retenida; el Suttavibhanga dice en el primero que el objeto confiscado debe ser devuelto al monje infractor; la tradición sostiene que esto se aplica a la mayoría de estas reglas; una excepción es la regla contra la aceptación de oro y plata, que el Suttavibhanga interpreta como aplicable a cualquier cosa aceptada en la sociedad como dinero.
- 92 normas cuyo incumplimiento conlleva expiación; Vale la pena señalar aquí que, según el Suttavibhanga, para algunas reglas menores la ignorancia no es una defensa; por ejemplo, en la regla que prohíbe comer después del mediodía, no es defensa si el monje pensaba que era antes del mediodía; Asimismo, en la norma contra el consumo de alcohol, no constituye defensa si el monje pensaba que la bebida no era alcohólica.
- 4 reglas cuyo incumplimiento conlleva la confesión
- 75 reglas para entrenar
- 7 reglas para resolver disputas

### Reglas para monjas
Las reglas para las bhikkhunis tienen las mismas secciones a excepción de la tercera. Dado que muchas de las reglas de las monjas también se aplican a los monjes y generalmente no se repiten en el Suttavibhanga, el número de reglas que realmente aparecen en algunas secciones del análisis de las monjas es menor que los totales dados al principio y al final.
- 4 de 8 reglas que implican la expulsión
- 10 de 17 reglas que requieren una reunión.
- 12 de 30 reglas que implican decomiso.
- 96 de 166 reglas que implican la expiación.
- 8 reglas que implican la confesión.
- las mismas 75 reglas de entrenamiento, con sólo la primera y la última escritas.
- las mismas 7 reglas para resolver disputas.